# Schweizer Parlamentswahlen 2007/Resultate Nationalratswahlen
Die Nationalratswahlen der 48. Legislaturperiode fanden am 21. Oktober 2007 statt. Eine Ersatzwahl im Kanton Glarus erfolgte am 8. Februar 2009. Auf dieser Seite findet sich eine Übersicht über die Resultate in den Kantonen (Parteien, Stimmen, Wähleranteil, Sitze).